# Zelotaea phasma
Zelotaea phasma är en fjärilsart som beskrevs av Bates 1868. Zelotaea phasma ingår i släktet Zelotaea och familjen Riodinidae. Inga underarter finns listade i Catalogue of Life.